# Solar Power Tour
A Solar Power Tour é a terceira turnê da cantora e compositora neozelandesa Lorde, em apoio ao seu terceiro álbum de estúdio Solar Power (2021). A turnê começou em 3 de abril de 2022 em Nashville, Tennessee, nos Estados Unidos, e está prevista para terminar em 18 de março de 2023 em Perth, na Austrália Ocidental.

## Antecedentes
A lista de artistas do festival Primavera Sound para 2022 foi revelada em 25 de maio de 2021, incluindo Lorde como uma atração principal. As datas da Solar Power Tour foram anunciadas simultaneamente com a lista de faixas e data de lançamento de Solar Power em 21 de junho de 2021. Lorde iniciou a pré-venda de bilhetes para seus fãs inscritos a seu boletim de notícias a partir de 24 de junho de 2021 na América do Norte e Europa e 30 de junho de 2021 na Austrália e Nova Zelândia. A venda para o público geral foi iniciada na América do Norte e Europa em 25 de junho de 2021, e na Austrália e Nova Zelândia em 5 de julho de 2021. A Taranaki Daily News reportou que os bilhetes para seu concerto em New Plymouth custavam a partir de NZ$89,90 mais taxas.
Em 25 de junho de 2021, depois de seus dois concertos em Londres se esgotarem rapidamente, Lorde adicionou duas novas datas na cidade, com um terceiro concerto no Roundhouse Theatre em 3 de junho de 2022 e outra apresentação para encerrar a turnê em 28 de julho de 2022 no Alexandra Palace. Um segundo concerto foi adicionado em Šibenik no mesmo dia, com o Croatia Week reportando que os bilhetes para seu primeiro concerto haviam esgotado em 3 segundos. Outras apresentações também foram adicionadas em Toronto, Boston, Nova Iorque, Chicago e Los Angeles. Em 1 de julho de 2021, dois concertos adicionais foram adicionados na Austrália depois de "alta demanda", com uma apresentação em Melbourne e outra em Sydney. O The New Zealand Herald reportou que os bilhetes para os concertos em Havelock North, Upper Moutere e Lower Hutt se esgotaram minutos após o início de suas vendas.

## Datas
| Data                    | Cidade                | País           | Local                               |
| Oceania                 | Oceania               | Oceania        | Oceania                             |
| ----------------------- | --------------------- | -------------- | ----------------------------------- |
| 26 de fevereiro de 2022 | Christchurch          | Nova Zelândia  | Parque de Hagley                    |
| 27 de fevereiro de 2022 | Upper Moutere         | Nova Zelândia  | Neudorf Vineyards                   |
| 1 de março de 2022      | Lower Hutt            | Nova Zelândia  | Days Bay                            |
| 2 de março de 2022      | Havelock North        | Nova Zelândia  | Black Barn Vineyards                |
| 4 de março de 2022      | New Plymouth          | Nova Zelândia  | TSB Bowl of Brooklands              |
| 5 de março de 2022      | Auckland              | Nova Zelândia  | The Outer Fields at Western Springs |
| 10 de março de 2022     | Brisbane              | Austrália      | Riverstage                          |
| 12 de março de 2022     | Melbourne             | Austrália      | Sidney Myer Music Bowl              |
| 13 de março de 2022     | Melbourne             | Austrália      | Sidney Myer Music Bowl              |
| 15 de março de 2022     | Sydney                | Austrália      | Aware Super Theatre                 |
| 16 de março de 2022     | Sydney                | Austrália      | Aware Super Theatre                 |
| 19 de março de 2022     | Perth                 | Austrália      | Belvoir Amphitheatre                |
| América do Norte        |                       |                |                                     |
| 3 de abril de 2022      | Nashville             | Estados Unidos | Grand Ole Opry House                |
| 5 de abril de 2022      | Detroit               | Estados Unidos | Masonic Temple Theater              |
| 7 de abril de 2022      | Montreal              | Canadá         | Salle Wilfrid-Pelletier             |
| 8 de abril de 2022      | Toronto               | Canadá         | Meridian Hall                       |
| 9 de abril de 2022      | Toronto               | Canadá         | Meridian Hall                       |
| 12 de abril de 2022     | Boston                | Estados Unidos | Boch Center                         |
| 13 de abril de 2022     | Boston                | Estados Unidos | Boch Center                         |
| 15 de abril de 2022     | Uncasville            | Estados Unidos | Mohegan Sun Arena                   |
| 16 de abril de 2022     | Washington, D.C.      | Estados Unidos | The Anthem                          |
| 18 de abril de 2022     | Nova Iorque           | Estados Unidos | Radio City Music Hall               |
| 19 de abril de 2022     | Nova Iorque           | Estados Unidos | Radio City Music Hall               |
| 20 de abril de 2022     | Filadélfia            | Estados Unidos | The Met                             |
| 22 de abril de 2022     | Chicago               | Estados Unidos | Teatro Chicago                      |
| 23 de abril de 2022     | Chicago               | Estados Unidos | Teatro Chicago                      |
| 25 de abril de 2022     | Minneapolis           | Estados Unidos | The Armory                          |
| 27 de abril de 2022     | Denver                | Estados Unidos | Mission Ballroom                    |
| 30 de abril de 2022     | Seattle               | Estados Unidos | WaMu Theater                        |
| 1 de maio de 2022       | Portland              | Estados Unidos | Theater of the Clouds               |
| 3 de maio de 2022       | São Francisco         | Estados Unidos | Bill Graham Civic Auditorium        |
| 5 de maio de 2022       | Los Angeles           | Estados Unidos | Shrine Auditorium                   |
| 6 de maio de 2022       | Los Angeles           | Estados Unidos | Shrine Auditorium                   |
| 7 de maio de 2022       | Santa Bárbara         | Estados Unidos | Santa Barbara Bowl                  |
| Europa                  |                       |                |                                     |
| 25 de maio de 2022      | Leeds                 | Inglaterra     | O2 Academy Leeds                    |
| 26 de maio de 2022      | Edimburgo             | Escócia        | Usher Hall                          |
| 28 de maio de 2022      | Manchester            | Inglaterra     | O2 Victoria Warehouse               |
| 30 de maio de 2022      | Birmingham            | Inglaterra     | O2 Academy Birmingham               |
| 1 de junho de 2022      | Londres               | Inglaterra     | Roundhouse                          |
| 2 de junho de 2022      | Londres               | Inglaterra     | Roundhouse                          |
| 3 de junho de 2022      | Londres               | Inglaterra     | Roundhouse                          |
| 7 de junho de 2022      | Paris                 | França         | Casino de Paris                     |
| 8 de junho de 2022      | Amesterdão            | Países Baixos  | AFAS Live                           |
| 10 de junho de 2022     | Barcelona             | Espanha        | Parc del Fòrum                      |
| 13 de junho de 2022     | Zurique               | Suíça          | Halle 622                           |
| 14 de junho de 2022     | Munique               | Alemanha       | Zenith                              |
| 16 de junho de 2022     | Roma                  | Itália         | Parco della Musica                  |
| 17 de junho de 2022     | Villafranca di Verona | Itália         | Castello Scaligero                  |
| 18 de junho de 2022     | Šibenik               | Croácia        | Castelo Saint Mihovil               |
| 19 de junho de 2022     | Šibenik               | Croácia        | Castelo Saint Mihovil               |
| 21 de junho de 2022     | Colônia               | Alemanha       | Open Air Am Tanzbrunnen             |
| 23 de junho de 2022     | Berlim                | Alemanha       | Verti Music Hall                    |
| 28 de junho de 2022     | Londres               | Inglaterra     | Alexandra Palace                    |